# Projekt 61
Projekt 61 (v kódovém označení NATO třída Kashin) je třída raketových torpédoborců sovětského námořnictva z doby studené války. Primárně byly navrženy k boji proti vzdušným cílům a ponorkám. Celkem jich bylo postaveno 25 kusů, z toho 20 pro SSSR a pět pro Indii. Druhým zahraničním uživatelem třídy bylo Polsko. Ruské námořnictvo provozuje poslední plavidlo této třídy, přičemž také všechny indické torpédoborce jsou ve službě (2018).

## Stavba
V letech 1959–1974 bylo pro sovětské námořnictvo postaveno 20 jednotek této třídy. Poté bylo postaveno ještě pět modifikovaných plavidel pro indické námořnictvo. Jejich označení je třída Rajput.
Jednotky projektu 61:
| Jméno                | Uživatel | Verze         | Založený kýlu | Spuštěna          | Vstup do služby    | Status |
| -------------------- | -------- | ------------- | ------------- | ----------------- | ------------------ | --- |
| Komasomolec Ukrajiny | SSSR     | Projekt 61    | 1959          | 31. prosince 1960 | 23. listopadu 1964 | Vyřazen 1991. |
| Soobrazitělnyj       | SSSR     | Projekt 61    | 1960          | 4. listopadu 1961 | 23. listopadu 1963 | Vyřazen 1992. |
| Provornyj            | SSSR     | Projekt 61    | 1961          | 21. dubna 1962    | 22. ledna 1965     | Přestavěn na zkušební nosič protiletadlového raketového kompletu Uragan (v kódu NATO SA-N-7). Vyřazen 1990.       |
| Ogněvoj              | SSSR     | Projekt 61    | 1962          | 31. května 1963   | 21. ledna 1965     | Modernizován na verzi projekt 61Mod, vyřazen 1989.                                                                |
| Obrazcovyj           | SSSR     | Projekt 61    | 1963          | 23. února 1964    | 2. listopadu 1965  | Vyřazen 1993. |
| Odarennyj            | SSSR     | Projekt 61    | 1963          | 11. září 1964     | 11. ledna 1966     | Vyřazen 1990. |
| Otvažnyj             | SSSR     | Projekt 61    | 1963          | 17. října 1964    | 25. ledna 1965     | Modernizován na verzi projekt 61Mod, vyřazen 1989. Roku 1975 se potopil při havárii.                              |
| Slavnyj              | SSSR     | Projekt 61    | 1964          | 24. dubna 1965    | 17. října 1966     | Vyřazen 1991. |
| Strojnyj             | SSSR     | Projekt 61    | 1964          | 28. července 1965 | 30. prosince 1966  | Modernizován na verzi projekt 61Mod. Vyřazen 1993.                                                                |
| Stěreguščij          | SSSR     | Projekt 61    | 1964          | 20. února 1966    | 7. ledna 1967      | Vyřazen 1993. |
| Krasnyj Kavkaz       | SSSR     | Projekt 61    | 1964          | 9. února 1966     | 13. října 1967     | Vyřazen 1994. |
| Rešitělnyj           | SSSR     | Projekt 61    | 1965          | 30. června 1966   | 11. ledna 1968     | Vyřazen 1989. |
| Smyšlennyj           | SSSR     | Projekt 61    | 1965          | 22. října 1966    | 21. října 1968     | Modernizován na verzi projekt 61Mod. Vyřazen 1993.                                                                |
| Strogij              | SSSR     | Projekt 61    | 1966          | 29. dubna 1967    | 8. ledna 1969      | Vyřazen 1994. |
| Smětlivyj            | SSSR     | Projekt 61    | 1966          | 26. srpna 1967    | 21. října 1969     | Aktivní. |
| Smělyj               | SSSR     | Projekt 61    | 1966          | 6. února 1968     | 9. ledna 1970      | Modernizován na verzi projekt 61Mod. Roku 1988 zapůjčen Polsku jako ORP Warszawa, později odkoupen, vyřazen 2003. |
| Krasnyj Krym         | SSSR     | Projekt 61    | 1968          | 28. února 1969    | 9. ledna 1970      | Vyřazen 1994. |
| Sposobnyj            | SSSR     | Projekt 61    | 1969          | 11. dubna 1970    | 27. října 1971     | Vyřazen 1993. |
| Skoryj               | SSSR     | Projekt 61    | 1970          | 26. února 1971    | 31. října 1972     | Vyřazen 1994. |
| Sděržannyj           | SSSR     | Projekt 61Mod | 1971          | 29. února 1972    | 7. února 1974      | Vyřazen 1994. |
| Rajput (D 51)        | Indie    | Projekt 61ME  |               |                   | 30. září 1980      | Aktivní. |
| Rana (D 52)          | Indie    | Projekt 61ME  |               |                   | 28. června 1982    | Aktivní. |
| Ranjit (D 53)        | Indie    | Projekt 61ME  |               |                   | 24. ledna 1983     | Aktivní. |
| Ranvir (D 54)        | Indie    | Projekt 61ME  |               |                   | 28. srpna 1986     | Aktivní. |
| Ranvijay (D 55)      | Indie    | Projekt 61ME  |               |                   | 15. ledba 1988     | Aktivní. |

## Konstrukce

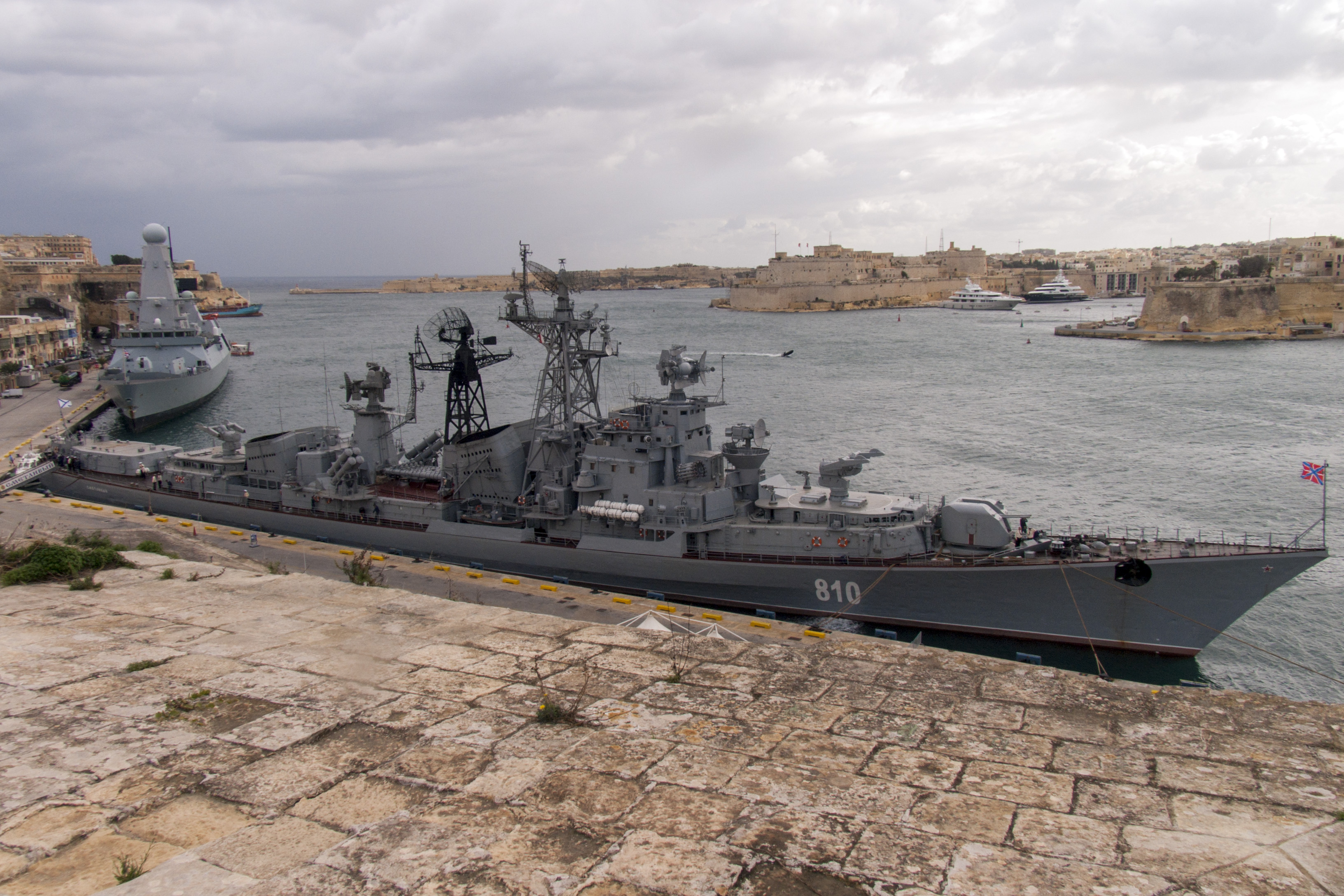
Torpédoborec Smětlivyj je posledním torpédoborcem své třídy stále provozovaným ruským námořnictvem. Na snímku z roku 2013 kotví v maltském přístavu Valletta

### Projekt 61
Trup je rozdělen na 13 vodotěsných oddělení. Hlavňovou výzbroj tvoří dva dvouhlavňové 76mm kanóny AK-726, umístěné v dělových věžích na přídi a na zádi. K obraně proti letadlům slouží dvě dvojitá odpalovací zařízení řízených střel M-1 Volna (v kódu NATO SA-N-1) se zásobou 32 střel. K ničení ponorek slouží jeden pětihlavňový 533mm torpédomet, dva raketové vrhače hlubinných pum RBU-1000 a další dva typu RBU-6000. Na palubě se dále nachází přistávací plošina pro protiponorkový vrtulník Kamov Ka-25, ovšem hangár nikoliv. Pohonný systém je koncepce COGAG. Tvoří jej čtyři plynové turbíny o celkovém výkonu 72 000 hp, pohánějící dva lodní šrouby. Nejvyšší rychlost dosahuje 34 uzlů.

### Projekt 61Mod

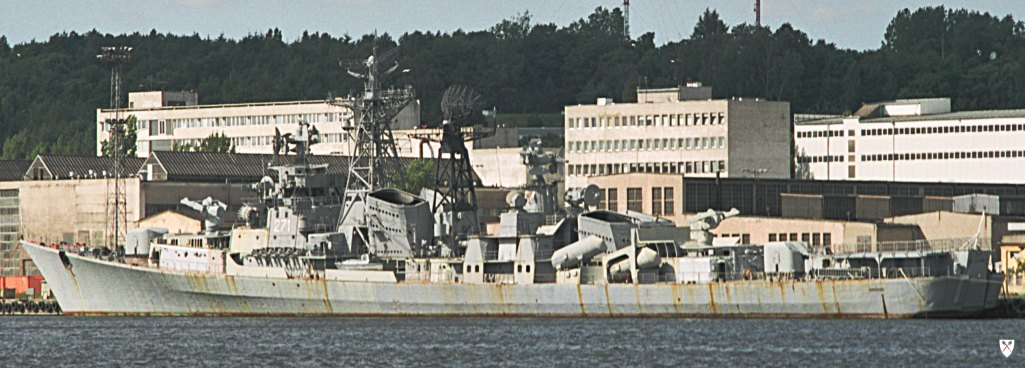
Polský torpédoborec ORP Warszawa po vyřazení a částečném odstrojení

V 70. letech bylo šest jednotek modernizováno na verzi Projekt 61M. Jejich trup byl o dva metry prodloužen. Výzbroj byla rozšířena o čtyři protilodní střely P-15 Termit (v kódu NATO SS-N-2) a čtyři systémy blízké obrany AK-630 s 30mm rotačním kanónem. Modernizována byla také elektronika, včetně nového sonaru. Naopak vrhače RBU-1000 byly odstraněny.

## Operační služba
Torpédoborec Otvažnyj utrpěl fatální poškození způsobené požárem a výbuchy ve skladu řízených střel M-1 Volna. Dne 30. srpna 1974 se potopil v Černém moři. Zemřelo cca 300 námořníků.